# Kanton Périgueux-2
Der Kanton Périgueux-2 ist seit 2015 ein Wahlkreis im Arrondissement Périgueux, im Département Dordogne und in der Region Nouvelle-Aquitaine in Frankreich.

## Gemeinden
Der Kanton besteht aus dem südöstlichen Teil der Gemeinde Périgueux mit insgesamt 14.048 Einwohnern (Stand: 2022):